# Federico Reyes Heroles
Federico Jesús Reyes-Heroles González-Garza (Ciudad de México, 7 de enero de 1955) es un escritor y comentarista político mexicano. Tiene más de 20 títulos publicados, entre los que se encuentran ensayos de filosofía política como Memorial del Mañana, Conocer y decidir, Entre las bestias y los dioses y Alterados. Orfandad: el padre y el político, es un ensayo autobiográfico muy comentado. Ha publicado además seis novelas: Ante los ojos de Desirée, Noche Tibia, El Abismo, Canon, El Abecedario y Sensé. Registro es un mapeo personal sobre el gozo. Misterios del escritorio es el más reciente título.  Ha coordinado 7 libros entre ellos una serie de ensayos sobre Víctor Hugo bajo el título Entre la redención y el delirio: Regreso a Los Miserables. Grupo Milenio publicó Máximas y Reflexiones de Johann Wolfgang von Goethe con una presentación de Reyes Heroles.
Desde 1980 ha sido columnista semanal en distintos periódicos de circulación nacional tales como el UnomásUno, La Jornada, El Financiero y Reforma. Desde julio del 2013 escribe para el diario Excélsior. Su artículo semanal se reproduce en diferentes periódicos de la República.
Ha recibido los premios "Ezequiel Montes" al pensamiento liberal, otorgado por el gobierno del Estado de Querétaro; el "Premio Juchimán de Plata", otorgado por la Asociación Civil Juchimanes de Plata del estado de Tabasco. Su obra literaria ha recibido excelentes críticas y el homenaje de varias ferias del libro. La Universidad Juárez Autónoma de Tabasco le concedió el premio Malinalli en Artes. En la FIL de Guadalajara, recibió el premio al Bibliófilo del año 2016. También ha recibido en dos ocasiones el premio periodístico "José Pagés Llergo", en 2016 por su trabajo sobre el tema de transparencia y en 2019 en la categoría de ensayo periodístico. Su trabajo como conferencista ronda las 1500 intervenciones.
Ha sido profesor invitado de la Universidad de Chicago y de la Universidad Hebrea de Jerusalén. Ha dado conferencias en Harvard, Princeton, Berkeley, en la Universidad Complutense de Madrid y en la Universidad de Yale entre otras, donde fue nombrado miembro del Pierson College. En la UNAM ha sido profesor de la Facultad de Ciencias Políticas y Sociales, de la Facultad de Filosofía y Letras en la Cátedra extraordinaria "Simón Bolívar". Reyes Heroles fue Investigador del Instituto de Investigaciones Jurídicas y director de la Revista de la Universidad, Coordinador de Humanidades, miembro y presidente del Patronato Universitario. Además fue miembro del Consejo de la Comisión Nacional de los Derechos Humanos.

## Novelas
- Ante los Ojos de Desiree. México: Ed. Editorial Joaquín Mortiz, 1983. (2.ª. Ed. ISSSTE, Colec. Biblioteca, México, 2000; 3.ª edición Taurus Alfaguara, México, 2008)
- Noche Tibia. México: Ed. Aguilar, Altea, Taurus, Alfaguara, S.A., 1994. (2.ª. Edición Alfaguara, México, 2007)
- El Abismo. México: Ed. Alfaguara, S. A., 2002.
- CANON. México: Ed. Alfaguara, S. A., 2006; adaptada al cine en 2014 con el título Canon – fidelidad al límite (dirigida por Mauricio Walerstein).[4]
- El Abecedario. México: Ed. Alfaguara, S. A., 2013
- Sensé. México: Ed. Alfaguara, S. A., 2018.

## Filosofía política y ensayos
- Ensayo Sobre los Fundamentos Políticos del Estado Contemporáneo. México: Ed. UNAM, 1.ª edición 1982, 2.ª. Ed. 1983.
- Política y Administración a Través de la Idea de Vida. México: Ed. INAP, 1993. Serie Práxis, n.º 58.
- Anclajes. México: Ediciones Océano, S.A., 1985. (Comentarios periodísticos seleccionados de un ciclo de casi tres años y que fueron publicados en el diario Uno más uno).
- Transfiguraciones Políticas del Estado Mexicano. México: Ed. Fondo de Cultura Económica, 1986.
- Contrahechuras Mexicanas. México: Ed. Joaquín Mortiz/Planeta, 1987.
- El Poder: La Democracia Difícil. México: Editorial Grijalbo, 1991.
- Sondear a México. México: Editorial Océano, S. A., 1995.
- Conocer y Decidir. México: Ed. Instituto de Estudios Sindicales de América. 1998. (200 mil ejemplares)
- Conocer y Decidir. México: Ed. Aguilar, Altea, Taurus, Alfaguara, S. A. de C. V., 2003.
- Memorial del Mañana. México: Ed. Aguilar, Altea, Taurus, Alfaguara, S.A. de C.V., 1999.
- Entre las Bestias y los Dioses. México: Ed. Océano, S. A., 2004.
- Alterados: Preguntas para el Siglo XXI, México: Ed. Taurus, 2010.
- Orfandad: El padre y el político. México: Ed. Alfaguara, S. A., 2015
- Registro: Mapa e inventario de uno mismo. México: Ed. Alfaguara, S. A., 2020
- Ser Liberal: Una opción razonada. México: Ed. Taurus, 2021
- Misterios del escritorio: tras las huellas de creadores en el arte y la ciencia. México: Ed. Taurus, 2024

## Libros coordinados
- Los Partidos Políticos Mexicanos en 1991. México: Ed. Fondo de Cultura Económica, 1991.
- 50 Preguntas a los Candidatos. México: Ed. Fondo de Cultura Económica, 1994.
- 1997: Tareas y Compromisos, (los Partidos Políticos ante las elecciones). México: Ed. Fondo de Cultura Económica, 1997.
- De Cara a la Capital (Diálogo con los candidatos). México: Ed. Fondo de Cultura Económica, 1997.
- Hacia la Presidencia en el 2000, México: Ed. Fondo de Cultura Económica, 2000.
- Diccionario de Opinión Pública, México: DOPSA, Este País, Editorial Grijalbo, S. A. de C. V., 2001.
- En negro sobre Blanco. México: Fundación Este País y Fondo de Cultura Económica, 2006.
- Entre la redención y el delirio: Regreso a Los Miserables, México: Universidad Nacional Autónoma de México, Ed. Miguel Ángel Porrúa, 2008.
- La crisis testimonios y perspectivas. México: Revista Este país y Fondo de Cultura Económica, 2009.